# Домашино
Дома́шино — деревня в Ржевском районе Тверской области России. Относится к сельскому поселению «Есинка», до 2006 года — центр Домашинского сельского округа.

## География
Пригородная деревня, расположена к югу от Ржева, между рекой Большая Лоча и автодорогой М9 «Москва — Рига».

## История
Во второй половине XIX века — в начале XX века деревня относилась к Толстиковской волости Ржевского уезда Тверской губернии.

## Население
| 1859 | 1883 | 1997 | 2002 | 2010 |
| ---- | ---- | ---- | ---- | ---- |
| 206  | ↗228 | ↗437 | →437 | ↘391 |

## Инфраструктура
Личное подсобное хозяйство. В 1859 году было 26 дворов, 206 жителей, в 1883 — 37 дворов, 228 жителей, в 1997 году 150 хозяйств, 437 жителей.
В деревне имелось администрация сельского округа, правление колхоза «Новая жизнь», начальная школа, детский сад, дом культуры, библиотека, медпункт, отделение связи, столовая и магазин. Сейчас в Домашино появились также фельдшерско-акушерский пункт и новая больница.

## Транспорт
Деревня доступна автотранспортом. Остановка общественного транспорта «Домашино» обслуживается маршрутами № 332 (ДЭП-70 — Ржев-2), 455 (Ржев-2 — Зубцов). Остановка общественного транспорта «Поворот на Домашино» обслуживается маршрутами № 332, 455, 507 (Москва — Нелидово), 4314 (Москва — Великие Луки).
Просёлочные дороги.

## Культура
В деревне находится памятная стена землякам, погибшим в годы Великой Отечественной войны.
В библиотеке для местных жителей проводится кружок по рукоделию.

## Известные жители и уроженцы
- Кузьмин Аркадий Алексеевич (род. 1929) — художник-график. Участник Великой Отечественной войны.